# Nuncio (travhäst)
| Årets häst     |                 |                |
| 2015           | 2016            | 2017           |
| Delicious U.S. | Nuncio          | Readly Express |
| Daniel Redén   | Stefan Melander | Timo Nurmos    |

Nuncio, född 17 april 2011 på Hanover Shoe Farms i Hanover, Pennsylvania, är en amerikansk travare, mest känd för sin seger i Elitloppet 2016.
Nuncio tränades under större delen av sin tävlingskarriär av Stefan Melander på gården Tillinge-Åby utanför Enköping, och sköttes av sambon Catarina Lundström. Hästen köptes av Melander för 7 000 dollar den 6 november 2012 på en hästauktion i Harrisburg, Pennsylvania men sedan december 2017 är även Menhammar stuteri delägare. Som två- och treåring tävlade Nuncio i Nordamerika där han först stod i träning hos Jim Oscarsson och sedan hos Jimmy Takter. I februari 2015 överfördes han till Sverige och placerades i Melanders egen träning där han sedan stannade karriären ut.
Nuncio tävlade åren 2013–2017 och tillhörde under denna period travets världselit. Han gjorde totalt 63 starter vilket resulterade i 42 segrar, 14 andraplatser och 4 tredjeplatser. Han sprang in 28,8 miljoner kronor – siffror som gör honom till Andover Halls vinstrikaste avkomma och Melanders genom tiderna vinstrikaste häst. Fram till och med karriärens 54:e start var han aldrig sämre än trea i ett lopp (39 vinster, 13 andraplatser, 2 tredjeplatser). Han tog 15 raka segrar från november 2015 till mars 2017. Nuncio var obesegrad under hela 2016 då han också blev årets vinstrikaste häst i Sverige där han följdriktigt också utsågs till "Årets Häst" samma år. År 2020 hyllades han genom att få ett eget travlopp på Solvalla uppkallat efter sig, Nuncios Lopp.
Nuncio tog karriärens största seger i Elitloppet 2016. Bland andra stora segrar räknas Kentucky Futurity (2014), Yonkers Trot (2014), Sprintermästaren (2015), Breeders' Crown (2015), Solvalla Grand Prix (2015), Oslo Grand Prix (2016), Årjängs Stora Sprinterlopp (2016), Jubileumspokalen (2016), Sundsvall Open Trot (2016) och UET Trotting Masters (2016). Han kom även på andraplats i Peter Haughton Memorial (2013) och Hambletonian Stakes (2014) samt på tredjeplats i Elitloppet (2015).

## Exteriör och signalement

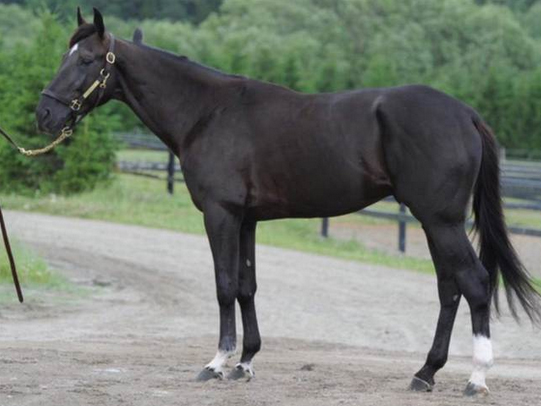
Exteriörbild på Nuncio.

Nuncios mankhöjd är 161 cm. Han har lång smal hals, lång markerad manke, smal bringa, liggande bogar, djup i bålen, ett smalt och något sluttande toppigt kors. Långa kotor, korta skenor fram och långa skenor bak, bred has och något tåvid bak.
Nuncio är svartbrun med ett par signalement. På huvudet har han en stjärn, vilket är en vit fläck mellan ögonen. På höger ben fram har han en oregelbunden vit krona med svarta fläckar. På vänster ben fram en oregelbunden vit kota med svarta fläckar. På vänster ben bak en vit halvstrumpa med svarta fläckar.

## Auktionen i Harrisburg
Nuncio föddes på Hanover Shoe Farms i Hanover i Pennsylvania, vilket är ett av världens största stuterier. Hanover Shoe Farms säljer varje år i början av november sina åringar på hästauktionen i Harrisburg, vilken varar i sex dagar och är Nordamerikas största auktion. Stefan Melander brukade besöka den i travkretsar välkända auktionen och hade tidigare ropat in stjärnhästar som Scarlet Knight och Super Photo Kosmos där. Han besökte auktionen återigen 2012, och ropade då in nummer 544 Nuncio för 7 000 dollar (motsvarande cirka 50 000 kronor med dåvarande växelkurs) under auktionens andra dag den 6 november. Melander har förklarat att han inte förstod det låga priset för Nuncio och att han hade varit beredd att gå högre i budgivningen. Han ska vid köpet ha sagt till den person som visade upp Nuncio att "den här hästen kommer att vinna Hambletonian".
För att sätta priset i perspektiv kan konstateras att det under den andra dagen av auktionen såldes totalt över 300 hästar och Nuncio tillhörde de 50 billigaste. Totalt under dag två såldes 260 hästar för en högre summa än Nuncio och 46 såldes för en lägre summa (43) eller samma summa (3) som Nuncio. Den dyraste hästen under dag två köptes för 275 000 dollar. Den dyraste hästen under hela 2012 års hästauktion på Harrisburg köptes för 380 000 dollar. Totalt köpte Melander sex hästar under auktionen i Harrisburg 2012 – Nuncio (dag 2), Simple Solution (dag 2), Bella Beluga (dag 3), Viking Eagle (dag 3), Stirling Cheer (dag 4) och Party Boat Hanover (dag 4). Nuncio var billigast av dessa medan Party Boat Hanover, som köptes för 32 000 dollar, var dyrast.

## Karriär

### Säsongen 2013

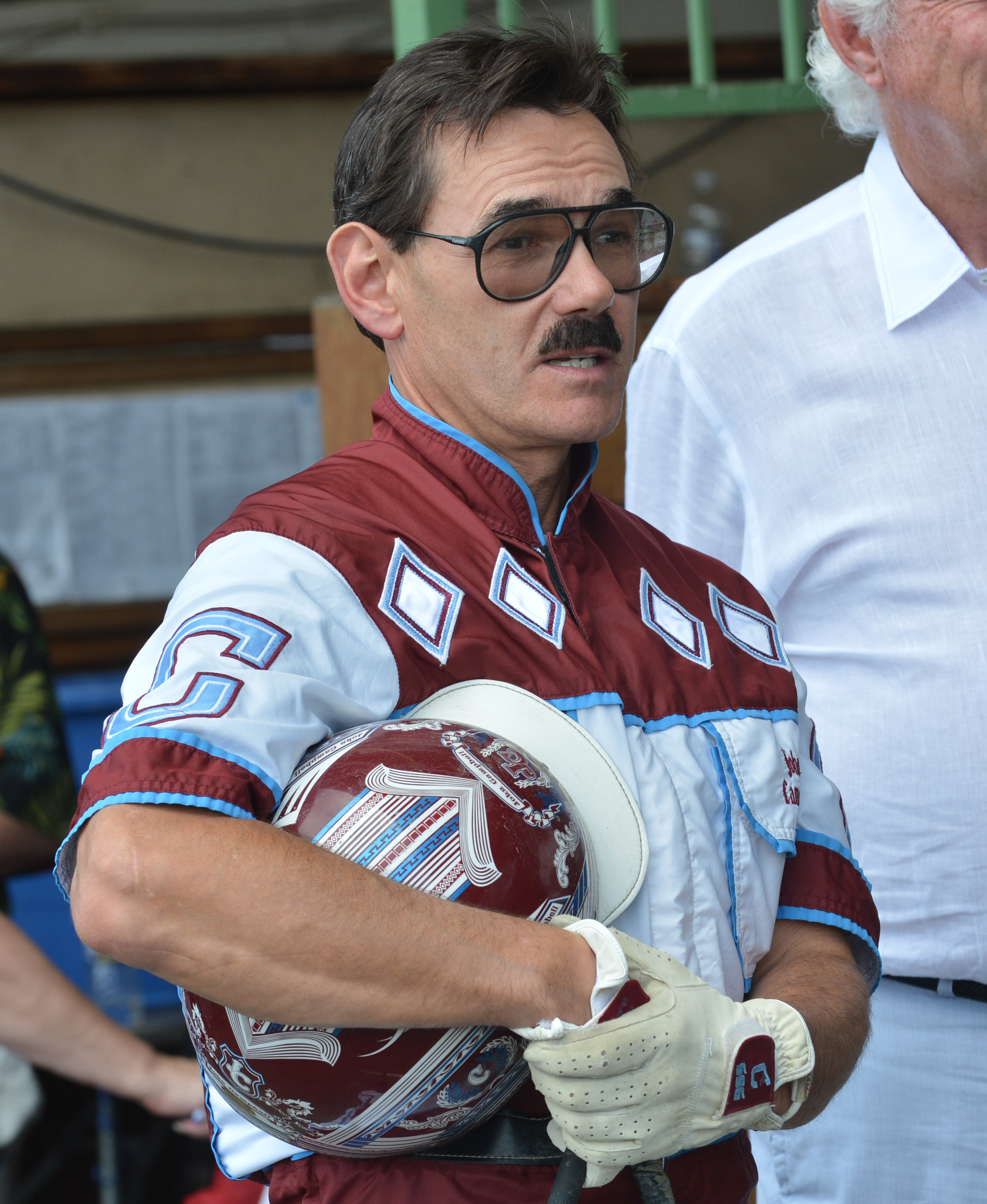
John Campbell, som var Nuncios kusk under säsongerna 2013 och 2014.

Efter att Melander köpt Nuncio vid hästauktionen i Harrisburg var planen att ta med honom hem till Sverige för träning i egen regi. Det visade sig dock att Nuncio inte var importberättigad till Sverige eftersom hans mor Nicole Isabelle inte hade ett tillräckligt snabbt löpningsrekord i tävlingssammanhang för gångarten trav (1.13,4 som slagen). Detta gjorde att Melander blev tvungen att hitta en tränare i Nordamerika till Nuncio, vilket blev den svenske tränaren Jim Oscarsson som under denna tid var verksam vid träningsanläggningen Palema Trotting Center i Vero Beach i Florida.
Nuncio gick ett första kvallopp på Meadowlands Racetrack i East Rutherford i New Jersey den 1 juni 2012, där han kördes av Oscarssons son Kevin. Nuncio gjorde därefter sin första start och tog sin första seger den 12 juli 2013 i ett tvååringslopp på Meadowlands Racetrack tillsammans med kusken John Campbell. Två veckor senare följdes segern i debutloppet upp med en start i ett försökslopp till världens största tvååringslopp Peter Haughton Memorial. Han slutade på andraplats bakom Father Patrick i försöket, och kvalificerade sig därmed för final den 3 augusti under 2013 års Hambletoniandag på Meadowlands. I finalen kom han återigen på andraplats bakom Father Patrick. Efter andraplatsen i Peter Haughton Memorial följde två raka segrar, varav den ena i Reynolds Memorial Stakes den 5 september på Vernon Downs i Vernon i New York där han segrade på nytt banrekord för tvååringar. Nästa start gjordes i semifinalen av amerikanska Breeders Crown för tvååriga hingstar och valacker den 11 oktober på Pocono Downs i Wilkes-Barre i Pennsylvania. Där kom han på andraplats efter Father Patrick. Andraplatsen innebar dock att Nuncio kvalificerade sig för finalen, som gick av stapeln den 19 oktober. I finalen placerade han sig återigen på andraplats slagen av Father Patrick.
Efter Breeders Crown tvingades ägaren Stefan Melander i november att flytta Nuncio från Jim Oscarssons till Scott Andrews träning. Detta eftersom Oscarsson valde att flytta sin verksamhet tillbaka till Sverige. I de två första starterna hos Andrews vann Nuncio både försöks- och finalloppen av Matron Stakes för tvååringar på Dover Downs Racetrack i Dover i Delaware. I finalloppet den 17 november 2013 satte Nuncio och kusken Campbell nytt banrekord för tvååringar på Dover Downs. I nästa start avslutade Nuncio säsongen med en andraplats i Valley Victory Trot den 30 november 2013 på Meadowlands. Totalt sprang Nuncio in över 400 000 dollar på tio starter under debutsäsongen, vilket gjorde honom till säsongens näst vinstrikaste tvååriga travhäst i Nordamerika.

### Säsongen 2014
Inför säsongen 2014 flyttade ägare Melander i december 2013 Nuncio till Jimmy Takters träning. Den 2 augusti 2014 på Meadowlands Racetrack kom Nuncio på andraplats i Hambletonian Stakes, slagen av stallkamraten Trixton med en halv längd. I samband med detta satte han även sitt personliga löpningsrekord 1:50.3 över sprinterdistansen 1609 meter. Drygt två månader efter andraplatsen i Hambletonian vann han i oktober Kentucky Futurity på The Red Mile i Lexington. Denna seger följdes upp med en seger i även Yonkers Trot den 25 oktober 2014 på Yonkers Raceway i Yonkers. Efter två raka storloppssegrar tog Nuncio den tredje raka storloppssegern när han den 6 november 2014 vann Matron Stakes för treåringar på Dover Downs. Efter loppet påpekade kusken John Campbell hur Nuncio "aldrig gör ett dåligt lopp" utan är en av de jämnaste hästar han kört. Nuncio gjorde säsongens sista start den 22 november 2014 på Meadowlands i amerikanska Breeders Crown för treåriga hingstar och valacker, där han slutade på tredjeplats.
Nuncio var den näst vinstrikaste travhästen i kullen i Nordamerika under säsongen 2014. Endast Father Patrick var vinstrikare. Totalt sprang Nuncio in 1,5 miljoner amerikanska dollar på 17 starter under året. Vid en sammanfattning av säsongen bör även nämnas att Nuncio var den som dittills varit närmast att ta en Triple Crown inom amerikansk travsport sedan Glidemaster 2006. Detta då Nuncio vann de två Triple Crownloppen Kentucky Futurity och Yonkers Trot men däremot inte Hambletonian Stakes, utan var där som tvåa slagen med en halv längd. Utöver Glidemaster har endast sju andra travare sedan starten 1955 lyckats med bedriften att ta en Triple Crown.

### Säsongen 2015
Efter två framgångsrika säsonger som unghäst i Nordamerika beslutade ägare Melander att importera Nuncio till Sverige. Den 11 februari 2015 genomfördes importen och Melander placerade Nuncio i sin egen träning på gården Tillinge-Åby utanför Enköping. I The Onions Lopp på den nya hemmabanan Solvalla den 22 april 2015 debuterade Nuncio på svensk mark. Han startade från spår 9 med Melander i sulkyn och segrade med två längder från positionen utvändigt om ledaren. Segern i debutloppet följdes upp med ytterligare en seger, tagen den 6 maj i Dartster F:s Lopp på Solvalla. Efter den andra raka segern på svensk mark blev fyraårige Nuncio inbjuden till 2015 års upplaga av Elitloppet. Elitloppet gick av stapeln den 31 maj på Solvalla. Nuncio startade i det första av de två försöken och slutade i detta på andraplats bakom vinnande Royal Fighter, vilket innebar att han kvalificerade sig för finalloppet som kördes senare under eftermiddagen. I finalen slutade han på tredjeplats, slagen av vinnaren Magic Tonight och tvåan Mosaique Face med en halv längd. Nuncio travade i tredjespår under hela finalloppet, och han ansågs därför av sin ägare, tränare och kusk Melander vara "den moraliska vinnaren" av loppet. Nuncio blev med sitt deltagande i Elitloppet 2015 den 48:e fyraåringen att delta i loppet. Med sin tredjeplats i finalen tillhör han även skaran av de mest framgångsrika fyraåringarna i loppets historia – enbart Mack Lobell som segrade 1988 och Peace Corps som slutade på andraplats 1990 har som fyraåringar lyckats bättre.
Tredjeplatsen i Elitloppet följdes upp med segrar både i försöks- och finallopp av Sprintermästaren den 2 juli 2015 på Halmstadtravet. Segern var hans första seger i ett Grupp 1-lopp i Europa. Därefter startade han den 5 augusti i ett fyraåringslopp på Solvalla, där han segrade på nytt svenskt rekord för utländska fyraåringar efter en lång upploppsspurt förbi loppets ledare Daley Lovin. Drygt två veckor senare, den 19 augusti, segrade han i ett fyraåringslopp inom V75 på Solvalla. Den 10 september startade han i Fyraåringsstjärnan på Gävletravet. I loppet kördes han barfota runt om för första gången i karriären och segrade på löpningsrekordet 1.09,6 över sprinterdistansen 1640 meter med autostart. Han tog sin sjätte raka seger sedan tredjeplatsen i Elitloppet den 7 oktober i Cancerfondens Lopp på Solvalla. Med sex raka segrar i ryggen startade han i semifinalen av Breeders' Crown för fyraåriga hingstar och valacker den 25 oktober på Solvalla. Han travade i ledningen men besegrades med en hals av storskrällen Owen Face som kördes av Adrian Kolgjini. Med andraplatsen kvalificerade han sig dock för final. Finalen gick av stapeln den 8 november på Sundbyholms travbana utanför Eskilstuna. Han vann finalen och tog därmed också sin andra raka seger i ett europeiskt Grupp 1-lopp. Han avslutade sedan säsongen med en seger i Solvalla Grand Prix på Solvalla den 14 november. Med denna seger, värd 400 000 kronor, gick Nuncio om Scarlet Knight som Melanders genom tiderna näst vinstrikaste häst (endast efter Gigant Neo). Totalt sprang Nuncio in 3,6 miljoner kronor på 13 starter varav 10 segrar under sin första säsong i Sverige, vilket gjorde honom till den svenska travsäsongens vinst- och segerrikaste fyraåring och femte vinstrikaste travhäst. På topplistan över säsongens 30 vinstrikaste hästar var han och Readly Express de enda som aldrig var sämre än trea i något lopp under året.

### Säsongen 2016
Nuncio inledde säsongen 2016 med årsdebut i Kentucky Fibbers lopp den 30 mars på Solvalla. Han vann årsdebuten och segermarginalen beskrevs som "många längder". Årsdebuten följdes upp med segrar i The Onions Lopp den 13 april och Dartster F:s Lopp den 27 april på Solvalla, vilket innebar att Nuncio försvarade sina segrar i dessa lopp från föregående år. Segern i Dartster F:s Lopp togs på tiden 1.09,9 över sprinterdistansen 1640 meter, vilket var den dittills snabbaste tiden i Europa under 2016.
Säsongens fjärde start gjordes den 11 maj i Meadow Roads Lopp på Solvalla. Efter segern i loppet fick Nuncio en inbjudan till att delta i Elitloppet den 29 maj 2016 på Solvalla. Den 22 maj 2016 blev det officiellt att tränare Melander satte upp Örjan Kihlström som kusk att köra Nuncio i Elitloppet istället för sig själv. Kihlström valde att köra Nuncio framför sin fjolårsvinnare av Elitloppet, Magic Tonight. Elitloppet 2016 gick av stapeln den 29 maj. I försöksloppet skar Nuncio mållinjen på andraplats, och kvalificerade sig därmed för final. I efterhand framkom det dock att försöksvinnaren Un Mec d'Héripré (tränad av Fabrice Souloy) varit dopad i loppet, varför Nuncio i efterhand tilldelades segern i loppet. I finalloppet vann Nuncio från utvändigt ledaren på tiden 1.09,2 över sprinterdistansen 1609 meter, vilket var den dittills snabbaste segertiden någonsin i en Elitloppsfinal. Det tidigare rekordet låg på 1.09,5, vilket Timoko travade från ledningen i 2014 års upplaga. I och med segern, som var värd tre miljoner kronor, gick Nuncio även om Gigant Neo som tränare Melanders vinstrikaste häst genom tiderna samt Donato Hanover som hingsten Andover Halls vinstrikaste avkomma.
Den 4 juni blev det klart att Nuncio skulle följa upp sin Elitloppsseger med start i Oslo Grand Prix den 12 juni på Bjerke Travbane i Oslo. Nuncio skar mållinjen på andraplats, slagen med en hals av Your Highness, efter att ha travat utvändigt om loppets ledare Mosaique Face. Nuncio satte nytt personligt löpningsrekord över medeldistans med autostart med tiden 1.10,5. Liksom i Elitloppet kördes han av Kihlström, som vid denna tid kunde betraktas som hans förstekusk. I efterhand framkom det dock att vinnaren Your Highness (tränad av Fabrice Souloy) varit dopad, varför Nuncio tillskrevs segern i Oslo Grand Prix. Hans segertid 1.10,5 blev därmed också den snabbaste segertiden i loppets historia.
Nästa start gjordes den 16 juli i Årjängs Stora Sprinterlopp på Årjängstravet, där Nuncio vann loppet från utvändigt ledaren. Segern innebar en inbjudan till Hugo Åbergs Memorial, men tränare Melander tackade nej till förmån för Jubileumspokalen. Den 3 augusti skulle Nuncio ha startat i ett kvallopp till Jubileumspokalen på Solvalla. Under förmiddagen den 3 augusti ströks dock Nuncio från loppet, då han inte kunde delta på grund av feber. Trots det missade kvalloppet kom Nuncio med i finalen av Jubileumspokalen, tack vare sina höga startpoäng. Loppet gick av stapeln den 17 augusti på Solvalla. Nuncio vann loppet från andra utvändigt. Vinnartiden skrevs till 1.10,7 över 2140 meter med autostart, vilket innebar att Nuncio slog Varennes tidigare rekord i Jubileumspokalen. Vinnartiden innebar även nytt svenskt rekord och nytt personligt rekord över distansen. Segern i Jubileumspokalen följdes upp med en start i Sundsvall Open Trot den 27 augusti på Bergsåker travbana. Nuncio vann loppet från ledningen. Efter segern påtalade kusken Kihlström hur Nuncio har "the total package" – med startsnabbhet, styrka och löphuvud.
Den 18 september gjorde Nuncio säsongens sista start då han tillsammans med kusken Kihlström deltog i finalen av 2016 års UET Trotting Masters på Bjerke. Nuncio segrade från ledningen, i vad som kom att bli hans sista seger i ett grupplopp. Han var i loppet spelad till vinnaroddset 1.18, vilket är det lägsta vinnaroddset och största favoritskapet någonsin i en final av UET Trotting Masters. Det tidigare lägsta vinnaroddset var 1.70, vilket Ready Cash var spelad till i 2013 års upplaga. Vid en summering av säsongen 2016 kan konstateras att Nuncio var obesegrad under hela säsongen med segrar i samtliga elva starter. Han var dessutom fortsatt obesegrad i karriären med kusken Kihlström, då ekipaget dittills hade vunnit sju av sju starter tillsammans. Totalt sprang Nuncio in 9,4 miljoner kronor på 11 starter och lika många segrar under säsongen 2016, vilket gjorde honom till den svenska travsäsongens såväl vinstrikaste som segerrikaste travhäst.

### Säsongen 2017

#### Våren och sommaren

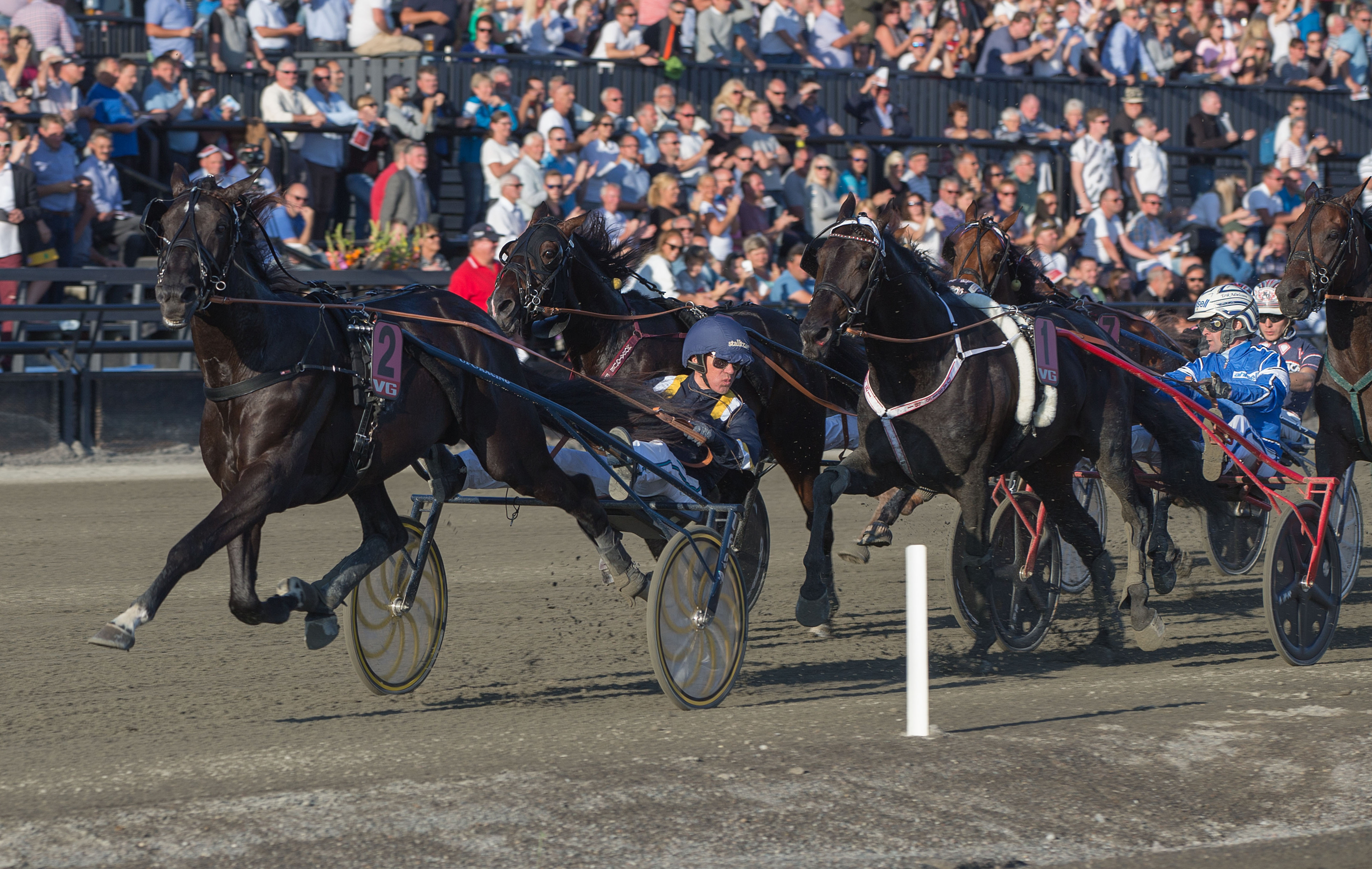
Nuncio segrar som tidernas största favorit i UET Trotting Masters 2016.

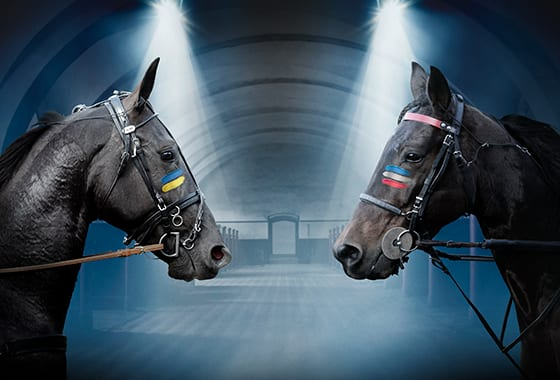
Reklambild från ATG inför "drömduellen" mellan Nuncio och Bold Eagle i Elitloppet 2017.

Säsongen 2017 årsdebuterade Nuncio den 18 februari i ett Gulddivisionslopp inom V75 på Axevalla travbana. Nuncio vann loppet med fem längder från ledningen tillsammans med kusken Örjan Kihlström. Årsdebuten följdes upp med ytterligare en seger den 22 mars i Kentucky Fibbers lopp på Solvalla, vilket innebar att han nu hade 15 raka segrar sedan oktober 2015.
Den 1 april 2017 startade han i Gulddivisionens final (som också var ett av uttagningsloppen till Olympiatravet) på Solvalla och besegrades där av Kadett C.D. Nuncios segersvit med 15 raka segrar blev därmed bruten. Efter att ha tilldelats ett wild card, startade Nuncio den 29 april i finalen av Olympiatravet på Åbytravet i vad som var hans 55:e start i karriären. Han galopperade i startrusningen och slutade oplacerad. Detta var första gången som han galopperade i ett lopp och även första gången som han slutade oplacerad. Fram till och med karriärens 54:e start hade Nuncio nämligen aldrig kommit sämre än trea i ett lopp. Förlusten i Olympiatravet var även första gången som Nuncio, under sin tid i Sverige, förlorade ett lopp utanför hemmabanan Solvalla. Säsongens femte start gjordes den 10 maj i Meadow Roads Lopp på Solvalla. Nuncio lyckades inte försvara sin seger i loppet från föregående år, utan slutade på tredjeplats. Tredjeplatsen innebar tre raka lopp utan seger, vilket endast hänt en gång tidigare i Nuncios karriär – vid skiftet mellan säsongerna 2013 och 2014, då han kom på andraplats i säsongens sista start 2013, och andra- respektive tredjeplats i de två första starterna 2014.
Nuncio deltog i Elitloppet för tredje gången i karriären den 28 maj 2017. Han vann sitt försökslopp före Propulsion och Timoko, och kvalificerade sig därmed för sin tredje raka Elitloppsfinal. Det andra försöksloppet vanns av Bold Eagle, en häst som Nuncio aldrig tidigare mött och det talades om en "drömduell" dem emellan inför finalen. Finalen vanns dock av Timoko, som med segertiden 1.09,0 aak (amerikansk autostart) från ledningen, också slog Nuncios rekord från 2016 års upplaga med den snabbaste segertiden någonsin i en Elitloppsfinal. Nuncio skar mållinjen som femma efter att ha travat utvändigt om ledaren Timoko. I efterhand fråntogs Propulsion sin andraplats (liksom alla sina andra resultat på svensk mark) då det 2020 framkom att han varit nervsnittad i sina hovar och inte varit startberättigad. Nuncios femteplats blev därför en fjärdeplats.
Elitloppet följdes upp med start i Midsommarloppet på Rättviks travbana den 24 juni 2017. Han slutade på tredjeplats bakom vinnaren On Track Piraten. Den 15 juli skulle han enligt sin tränare Stefan Melanders planering ha startat i Årjängs Stora Sprinterlopp, för att försvara sin seger i loppet från föregående år. Inför anmälan till loppet, drygt en vecka innan det skulle gå av stapeln, meddelade dock Nuncios dåvarande ordinariekusk Örjan Kihlström att han valde att köra Propulsion för tränare Daniel Redén framför Nuncio i loppet. Detta resulterade i att tränare Melander inte anmälde Nuncio till loppet. Det fick även till följd att samarbetet mellan Melander och Kihlström blev svagare. Från att ha varit förstavalet som kusk för Melander fick inte Kihlström någon förfrågan att köra ett enda travlopp med någon häst från Melanders Stall TZ mellan den 8 juli 2017 och den 30 maj 2018. Melander anlitade istället främst Johnny Takter och Ulf Ohlsson eller körde själv. Den 30 maj 2018 körde Kihlström återigen lopp för Stall TZ då han var tillbaka som kusk till Digital Ink i Gösta Bergengrens Minneslopp. Han körde även Melanders Zack's Zoomer till seger i Ina Scots Ära den 2 juni 2018.

#### Hösten och vintern
Efter tre månaders tävlingsuppehåll gjorde Nuncio comeback den 5 oktober 2017 i John Deeres Pokal på Bollnästravet. I loppet kördes han, för första gången sedan maj 2016, av tränare Melander själv och de segrade med fyra längder från ledningen. I segerintervjun efter loppet bekräftade Melander att Nuncio matchas mot Frankrike och det franska vintermeetinget med målet att starta i världens största travlopp Prix d'Amérique i januari 2018. Detta var också anledningen till att Nuncio i loppet tävlade i en europeisk sulky istället för en amerikansk sulky för första gången i karriären. De så kallade "jänkarvagnarna" är nämligen förbjudna i Frankrike. Nästa start gjordes den 21 oktober i Express Gaxes Lopp på Örebrotravet. Loppet kördes som ett Gulddivisionslopp inom V75. Nuncio kom femma efter att ha travat utvändigt om loppets ledare Day or Night In. Starten i Örebro följdes upp med ytterligare en start i Gulddivisionen den 4 november i Hilda Zonetts Lopp på Bergsåker. Han segrade från ledningen på tiden 1.12,0 över distansen 2140 meter. Segern kom att bli den sista i karriären. Med denna seger passerade Nuncio även en miljon kronor insprunget under 2017.
Den 13 november 2017 blev det offentligt att Nuncio preliminäranmälts till Prix de Bretagne, ett lopp som skulle köras den 19 november på Vincennesbanan i Paris som det första av de fyra så kallade "B-loppen" inför Prix d'Amérique. Fram till den 15 november hade dock tränare möjlighet att dra tillbaka anmälningar, vilket Melander valde att göra på grund av bättre väderförhållanden hemma i Enköping än väntat. Melanders plan för Nuncio var istället att starta i Prix du Bourbonnais den 10 december. Nuncio anmäldes senare inte till Prix du Bourbonnais utan Melander ändrade sig och valde istället att anmäla honom till en start i Gösta Nordins Lopp på hemmabanan Solvalla den 13 december. Han slutade på andraplats, slagen med ett huvuds marginal av Food Money (efter målfoto). Nästa start skulle ha blivit Prix de Bourgogne den 31 december, men under julhelgen visade det sig att han drabbats av en infektion varför han inte anmäldes dit och den planerade transporten ner till Frankrike den 27 december fick ställas in. Totalt sprang Nuncio in 1,2 miljoner kronor på tolv starter varav fem segrar, två andraplatser och två tredjeplatser under 2017. Han tjänade minst femsiffriga belopp i samtliga elva felfria starter. Han hamnade emellertid endast på plats 62 över den svenska travsäsongens vinstrikaste hästar, vilket var hans sämsta placering i karriären efter att 2016 ha varit den vinstrikaste hästen och 2015 den femte vinstrikaste.
Den 6 januari 2018 meddelade Melander i det direktsända tv-programmet V75 Direkt att Nuncio avslutar tävlingskarriären och blir avelshingst. Andraplatsen på Solvalla den 13 december 2017 blev därmed karriärens sista start. Totalt gjorde Nuncio 63 starter under sin fyra år långa karriär (2013–2017) och tog 42 segrar, 14 andraplatser och 4 tredjeplatser. Fram till och med karriärens 54:e start var han aldrig sämre än trea i ett lopp (39 segrar, 13 andraplatser, 2 tredjeplatser). Han sprang in totalt 28,8 miljoner kronor – siffror som gör honom till hingsten Andover Halls vinstrikaste avkomma (före Donato Hanover) och tränare Melanders genom tiderna vinstrikaste häst (före Scarlet Knight).

## Statistik
| Statistik för Nuncio (Ref.) | Statistik för Nuncio (Ref.) | Statistik för Nuncio (Ref.) | Statistik för Nuncio (Ref.) | Statistik för Nuncio (Ref.) | Statistik för Nuncio (Ref.) |
| --------------------------- | --------------------------- | --------------------------- | --------------------------- | --------------------------- | --------------------------- |
| Starter                     | Placeringar                 | Startprissumma              | Segerprocent                | Platsprocent                | Rekord                      |
| 63                          | 42-14-4                     | 28 810 230 kr               | 67 %                        | 95 %                        | 09,2ak, 08,7aak, 10,5am,    |

### Löpningsrekord
| Datum           | Bana        | Lopp                     | Tid    | Distans | Startmetod           | Kusk            |
| --------------- | ----------- | ------------------------ | ------ | ------- | -------------------- | --------------- |
| 2 augusti 2014  | Meadowlands | Hambletonian Stakes      | 1:50.3 | 1609 m  | amerikansk autostart | John Campbell   |
| 29 maj 2016     | Solvalla    | Elitloppet (2016), final | 1.09,2 | 1609 m  | autostart            | Örjan Kihlström |
| 12 juni 2016    | Bjerke      | Oslo Grand Prix          | 1.10,5 | 2100 m  | autostart            | Örjan Kihlström |
| 17 augusti 2016 | Solvalla    | Jubileumspokalen         | 1.10,7 | 2140 m  | autostart            | Örjan Kihlström |

### Större segrar
| År   | Lopp                                       | Kusk            | Vinstbelopp   | Grupp   |
| ---- | ------------------------------------------ | --------------- | ------------- | ------- |
| 2013 | Matron Stakes, 2-åriga                     | John Campbell   | 83 325 USD    |         |
| 2014 | Kentucky Futurity                          | John Campbell   | 217 500 USD   | Grupp 1 |
| 2014 | Yonkers Trot                               | John Campbell   | 250 000 USD   | Grupp 1 |
| 2014 | Matron Stakes, 3-åriga                     | John Campbell   | 100 175 USD   |         |
| 2015 | Sprintermästaren                           | Stefan Melander | 940 960 SEK   | Grupp 1 |
| 2015 | Fyraåringsstjärnan                         | Stefan Melander | 200 000 SEK   |         |
| 2015 | Breeders' Crown, 4-åriga hingstar/valacker | Stefan Melander | 800 000 SEK   | Grupp 1 |
| 2015 | Solvalla Grand Prix                        | Stefan Melander | 400 000 SEK   | Grupp 2 |
| 2016 | Elitloppet, försök                         | Örjan Kihlström | 250 000 SEK   |         |
| 2016 | Elitloppet                                 | Örjan Kihlström | 3 000 000 SEK | Grupp 1 |
| 2016 | Oslo Grand Prix                            | Örjan Kihlström | 1 467 300 SEK | Grupp 1 |
| 2016 | Årjängs Stora Sprinterlopp                 | Örjan Kihlström | 600 000 SEK   | Grupp 2 |
| 2016 | Jubileumspokalen                           | Örjan Kihlström | 1 000 000 SEK | Grupp 1 |
| 2016 | Sundsvall Open Trot                        | Örjan Kihlström | 1 000 000 SEK | Grupp 1 |
| 2016 | UET Trotting Masters                       | Örjan Kihlström | 1 783 204 SEK | Grupp 1 |
| 2017 | Elitloppet, försök                         | Örjan Kihlström | 250 000 SEK   |         |

### Starter
| Ingen skoinformation | Ingen skoinformation |

| Ingen skoinformation | Ingen skoinformation |

| Ingen skoinformation | Ingen skoinformation |

| Ingen skoinformation | Ingen skoinformation |

| Ingen skoinformation | Ingen skoinformation |

| Ingen skoinformation | Ingen skoinformation |

| Ingen skoinformation | Ingen skoinformation |

| Ingen skoinformation | Ingen skoinformation |

| Ingen skoinformation | Ingen skoinformation |

| Ingen skoinformation | Ingen skoinformation |

| Ingen skoinformation | Ingen skoinformation |

| Ingen skoinformation | Ingen skoinformation |

| Ingen skoinformation | Ingen skoinformation |

| Ingen skoinformation | Ingen skoinformation |

| Ingen skoinformation | Ingen skoinformation |

| Ingen skoinformation | Ingen skoinformation |

| Ingen skoinformation | Ingen skoinformation |

| Ingen skoinformation | Ingen skoinformation |

| Ingen skoinformation | Ingen skoinformation |

| Ingen skoinformation | Ingen skoinformation |

| Ingen skoinformation | Ingen skoinformation |

| Ingen skoinformation | Ingen skoinformation |

| Ingen skoinformation | Ingen skoinformation |

| Ingen skoinformation | Ingen skoinformation |

| Ingen skoinformation | Ingen skoinformation |

| Ingen skoinformation | Ingen skoinformation |

| Ingen skoinformation | Ingen skoinformation |

| Ingen skoinformation | Ingen skoinformation |

| Ingen skoinformation | Ingen skoinformation |

| Ingen skoinformation | Ingen skoinformation |

| Ingen skoinformation | Ingen skoinformation |

| Ingen skoinformation | Ingen skoinformation |

| Skor fram | Skor bak |

| Skor fram | Skor bak |

| Skor fram | Skor bak |

| Inga skor fram, ändrat sedan förra start | Skor bak |

| Skor fram, ändrat sedan förra start | Skor bak |

| Inga skor fram, ändrat sedan förra start | Skor bak |

| Skor fram, ändrat sedan förra start | Skor bak |

| Skor fram | Skor bak |

| Inga skor fram, ändrat sedan förra start | Inga skor bak, ändrat sedan förra start |

| Skor fram, ändrat sedan förra start | Skor bak, ändrat sedan förra start |

| Skor fram | Skor bak |

| Inga skor fram, ändrat sedan förra start | Skor bak |

| Inga skor fram | Skor bak |

| Skor fram, ändrat sedan förra start | Skor bak |

| Skor fram | Skor bak |

| Skor fram | Skor bak |

| Skor fram | Skor bak |

| Skor fram | Skor bak |

| Inga skor fram, ändrat sedan förra start | Skor bak |

| Ingen skoinformation | Ingen skoinformation |

| Inga skor fram | Skor bak |

| Inga skor fram | Inga skor bak, ändrat sedan förra start |

| Inga skor fram | Skor bak, ändrat sedan förra start |

| Ingen skoinformation | Ingen skoinformation |

| Skor fram, ändrat sedan förra start | Skor bak |

| Skor fram | Skor bak |

| Inga skor fram, ändrat sedan förra start | Skor bak |

| Inga skor fram | Skor bak |

| Skor fram, ändrat sedan förra start | Skor bak |

| Skor fram | Skor bak |

| Inga skor fram, ändrat sedan förra start | Skor bak |

| Skor fram, ändrat sedan förra start | Skor bak |

| Skor fram | Skor bak |

| Inga skor fram, ändrat sedan förra start | Skor bak |

| Skor fram, ändrat sedan förra start | Skor bak |

| Skor fram | Skor bak |

## Avelskarriär

### Avelsvärdering
Efter att Nuncio importerats till Sverige i februari 2015 gjordes den 15 mars 2015 inför avelsvärderingsnämnden i Eskilstuna en första avelsvärdering för att värdera hans avelsvärde. Nuncio fick i avelsvärderingen 82 av 100 möjliga poäng, vilket innebär "högt skattat avelsvärde" (71-85 poäng). I värderingen gjordes bedömningar av hans härstamning, tävlingsprestationer, temperament och exteriör. Vidare gjordes en veterinärundersökning med röntgentagning.

### Avelshingst vid Menhammar stuteri
Under vintern 2017 fick ägare Stefan Melander flera erbjudanden från amerikanska Hanover Shoe Farms, som ville ha Nuncio som avelshingst från och med avelssäsongen 2018. Den 30 december 2017 meddelade dock Melander i det direktsända tv-programmet V75 Direkt att han valt att tacka nej till förmån för svenska Menhammar stuteri i Ekerö. Melander lät stuteriets ägare Margareta Wallenius-Kleberg köpa in sig som delägare i Nuncio. Efter nyheten kom information om kostnaden för Nuncio i aveln upp på stuteriets hemsida. Intresset för Nuncio visade sig vara mycket stort, han blev snabbt fullbokad för året och stuteriet beskrev i nyhetsmedia att de blivit nedringda om Nuncios tjänster efter beskedet att han ska verka i aveln där. Det stora intresset ledde till att Melander den 6 januari 2018 meddelade beslutet att Nuncio inte kommer att tävla mer, utan från och med januari 2018 stallas upp vid stuteriet för att ägna sig åt avelsverksamhet på heltid.

### Avkommor

#### Kullen 2019
Nuncios debutkull från 2019 innehåller 101 svenskfödda hästar. Han fick sin första avkomma natten den 6 februari 2019, då Ursula Knick (efter Ready Cash) hos Lena Martell i Stånga på Gotland nedkom med ett hingstföl efter honom. Fölet fick senare namnet King Kennedy, döpt efter fotbollsspelaren Kennedy Bakircioglü. Sin första avkomma i USA fick Nuncio den 11 mars 2019, då Tuonela (efter Cantab Hall) hos hans gamla uppfödare Russell C. Williams på Hanover Shoe Farms i Pennsylvania nedkom med ett hingstföl efter honom. Den första avkomman till Nuncio som registrerades hos Svensk Travsport var Ytowns Skylark, ett sto (fux) som föddes den 2 april 2019, undan Unter Uns (efter Viking Kronos). Hon dog senare under året.
Nuncios avkommor från debutkullen var ute på hästauktioner under 2020. Den dyraste avkomman blev hingsten Roadtohana (undan Coco Truffles) som klubbades för 900 000 kronor på Solvalla Yearling Sales den 27 augusti 2020. Han var den femte dyraste hästen på hela auktionen. På Kriterieauktionen den 28 september 2020 blev avkomman Perkins, en hingst undan Lightning Kronos, hela auktionens dyraste häst. Han köptes för 775 000 kronor av Stefan Hultman. Även utanför Sverige har det funnits ett stort intresse för Nuncios avkommor. På den årliga finska hästauktionen Varsahuutokauppa den 11 september 2020 såldes hingsten Ignacio (undan Locksweeper) för 36 000 euro, vilket gjorde honom till den näst dyraste ettåringen genom tiderna i Finland. Nuncios dyraste avkomma vid hästauktionen i Lexington i Kentucky i oktober 2020 blev stoet Penthouse (undan Ruby Trap) som köptes för 60 000 dollar av Stefan Melander genom Stall TZ.
Nuncios första startande avkomma blev Joygo, som debuterade den 29 maj 2021 på Lebanon Raceway i Kentucky i USA. Han vann debuten i överlägsen stil från ledningen. Nuncios hittills vinstrikaste avkomma är hingsten Following som sprungit in 2,9 miljoner kronor.

#### Kullen 2020
Nuncios andra kull från 2020 innehåller 97 svenskfödda hästar. Kullen var ute på hästauktioner under 2021. På Elitauktionen under Elitloppshelgen 2021 blev stoet Twigs Khaleesi (undan Twigs Likepine) den dyraste Nuncio-avkomman och hela auktionens fjortonde dyraste häst. Hon köptes för 400 000 kronor av Daniel Redén.

#### Kullen 2021
Nuncios tredje kull från 2021 innehåller 65 svenskfödda hästar.

#### Kullen 2022
Nuncios fjärde kull från 2022 innehåller 95 svenskfödda hästar.

## Utmärkelser

### Hästgalan
Vid den svenska Hästgalan 2015 var Nuncio en av de fyra nominerade hästarna i kategorin "Årets Häst". Nuncio förlorade utmärkelsen till Delicious U.S. som fick flest antal tittarröster medan Nuncio fick näst flest röster. Nuncio var återigen en av fyra nominerade i kategorin "Årets Häst" vid Hästgalan 2016, och denna gång vann han utmärkelsen. Nuncios kusk Örjan Kihlström vann dessutom utmärkelsen "Årets kusk" efter att ha segrat i flera stora lopp med Nuncio, bland annat Elitloppet.
| År   | Nominerad    | Resultat | Ref.          |
| ---- | ------------ | -------- | ------------- |
| 2015 | "Årets häst" | 2        | [ 7 ] [ 191 ] |
| 2016 | "Årets häst" | 1        | [ 7 ] [ 191 ] |

### Hyllningar
Under Elitloppshelgen 2018 hyllades Nuncio den 27 maj 2018 på Solvalla för sin framgångsrika tävlingskarriär. Vid hyllningen närvarade Nuncio själv, tränare och ägare Stefan Melander, skötare Catarina Lundström och Nuncios två kuskar John Campbell och Örjan Kihlström.
Nuncio har hedrats med att få ett eget travlopp på hemmabanan Solvalla uppkallat efter sig, Nuncios Lopp. Premiärvinnaren den 11 november 2020 blev Nuncios tidigare stallkamrat Disco Volante.

## Stamtavla
| Efter Andover Hall 1999    | Garland Lobell 1981 | ABC Freight 1974     | Noble Victory 1962       |
| Efter Andover Hall 1999    | Garland Lobell 1981 | ABC Freight 1974     | A.C.'s Princess 1966     |
| Efter Andover Hall 1999    | Garland Lobell 1981 | Gamin Lobell 1974    | Speedy Crown 1968        |
| Efter Andover Hall 1999    | Garland Lobell 1981 | Gamin Lobell 1974    | Genya Hanover 1971       |
| Efter Andover Hall 1999    | Amour Angus 1987    | Magna Force 1981     | Florida Pro 1975         |
| Efter Andover Hall 1999    | Amour Angus 1987    | Magna Force 1981     | Rosemary 1975            |
| Efter Andover Hall 1999    | Amour Angus 1987    | Kenwood Scamper 1982 | Texas 1974               |
| Efter Andover Hall 1999    | Amour Angus 1987    | Kenwood Scamper 1982 | Lindy's Speedy Lady 1968 |
| Undan Nicole Isabelle 2005 | Lindy Lane 1993     | Valley Victory 1986  | Baltic Speed 1981        |
| Undan Nicole Isabelle 2005 | Lindy Lane 1993     | Valley Victory 1986  | Valley Victoria 1981     |
| Undan Nicole Isabelle 2005 | Lindy Lane 1993     | Lindiliana 1988      | Speedy Crown 1968        |
| Undan Nicole Isabelle 2005 | Lindy Lane 1993     | Lindiliana 1988      | Petrolianna 1981         |
| Undan Nicole Isabelle 2005 | Cynara Hanover 1992 | Super Bowl 1969      | Star's Pride 1947        |
| Undan Nicole Isabelle 2005 | Cynara Hanover 1992 | Super Bowl 1969      | Pillow Talk 1962         |
| Undan Nicole Isabelle 2005 | Cynara Hanover 1992 | Cristi Hanover 1983  | Florida Pro 1975         |
| Undan Nicole Isabelle 2005 | Cynara Hanover 1992 | Cristi Hanover 1983  | Crystal Rodney 1962      |